# Kantarel-familien
Kantarel-familien (Cantharellaceae) er en familie inden for svamperiget. Mange af svampene i familien ligner lamel-svampe, men undersiden af disse svampe er besat med mere eller mindre smalle kamme som ikke er lameller. Svampene i familien danner mykorrhiza med en række forskellige træer. Familien er mest kendt for de fine spisevampe i Kantarel-slægten, men også i de andre slægter er der spiselige svampe. De mest kendte arter handles internationalt, og er i visse områder økonomisk vigtige. Svampene dyrkes dog ikke, men indsamles i naturen.
| Slægter |

- Craterellus
- Fåreporesvamp (Albatrellus)
- Kantarel (Cantharellus)
- Pigsvamp (Hydnum)
- Pseudocraterellus